# Vordingborg Uddannelsescenter
Vordingborg Uddannelsescenter (forkortet VU), som også kaldes Campus Vordingborg er en bygning i det Vordingborgs nordlige udkant. Bygningen huser Vordingborg Gymnasium og HF, Zealand Business College (ZBC), 10. klassecenter samt teater og sportshal. Centeret rummer også en kantine, som betjener eleverne på centerets mange uddannelser, og hvor der er plads til ca. 600 elever. 
Vordingborg Uddannelsescenter er tegnet af arkitektfirmaet Friis og Moltke og blev bygget i perioden 1978-1980. Centeret blev i 1998 udvidet med et musiklokale til Vordingborg Gymnasium, og igen i 2007 med en tilbygning til ZBC, med tilhørende auditorium og lokaler til tredje års HHX-elever.